# Sint-Martinuskerk (Balegem)

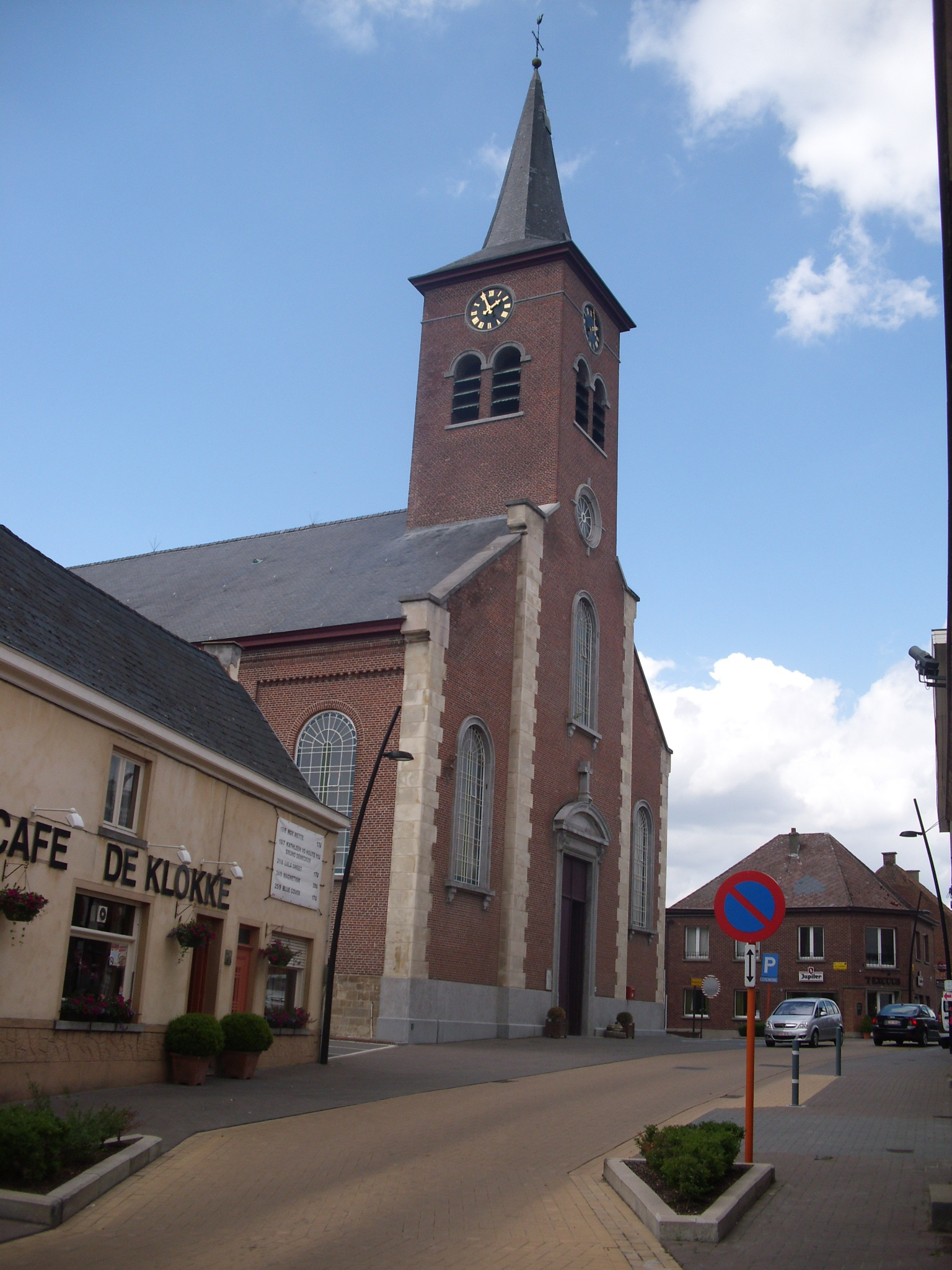
Sint-Martinuskerk

De Sint-Martinuskerk is de parochiekerk van de tot de Oost-Vlaamse gemeente Oosterzele behorende plaats Balegem, gelegen aan de Balegemstraat 2.

## Geschiedenis
De geschiedenis van de parochie Badelinga gaat terug tot de Karolingische tijd. In 1229 werd de parochie voor het eerst schriftelijk vermeld. Er werd een kerk gebouwd met een toren in Balegemse steen, waarover verder weinig bekend is.
Vanaf 1860 werd deze kerk afgebroken en er werd gekerkt in een houten noodkerk totdat in 1866 de nieuwe kerk, naar ontwerp van Edmond de Perre-Montigny, werd ingewijd op de plaats van de oudere kerk zij het dat de nieuwe kerk nu naar het westen georiënteerd was.

## Gebouw
Het betreft een driebeukig bakstenen kerkgebouw in neoclassicistische stijl met ingebouwde toren.

## Interieur
Het interieur wordt overkluisd door een tongewelf. Het meeste kerkmeubilair is uit de tweede helft van de 19e eeuw. Zo is het orgel van 1879 en het werd gebouwd door de firma Delmotte.
Twee van de vier biechtstoelen dateren uit de 18e eeuw en uit dezelfde eeuw is een gepolychromeerde houten beeldengroep van Sint-Martinus.